# ミシェル・プラッソン
ミシェル・プラッソン （Michel Plasson, 1933年10月2日 - ）は、フランスの指揮者。

## 経歴
パリの音楽家一族に生まれ、父親はヴァイオリニスト、母親はオペラ歌手であった。パリ音楽院でラザール・レヴィにピアノを、ウジェーヌ・ビゴーに指揮を学ぶ。1962年にブザンソン国際指揮者コンクールで優勝を果たしてシャルル・ミュンシュに認められ、その勧めで渡米し、エーリヒ・ラインスドルフ、レオポルド・ストコフスキー、レナード・バーンスタインらに師事する。
1965年にメス歌劇場音楽監督に就任、1968年からはトゥールーズ・カピトール歌劇場音楽監督に転任する。なお、長らく演奏・録音活動において、プラッソンの手兵として知られてきたトゥールーズ・キャピトル国立管弦楽団は、後者の歌劇場のオーケストラのことにほかならないが、プラッソンが同オーケストラの常任指揮者を兼務するに至ったのは、ようやく1980年からであった。1983年には歌劇場監督を辞任し、トゥールーズ・キャピトル国立管弦楽団の音楽監督に専念した。
国外での活動も精力的で、1977年にはメトロポリタン歌劇場にデビューを果たし、1993年にはドレスデン・フィルハーモニー管弦楽団の招聘常任指揮者に迎えられている。日本には1973年大阪国際フェスティバルにおいてNHK交響楽団を指揮したのを皮切りに度々来日しており、2005年にはパリ管弦楽団を率いて来日、ショーソンやルーセルなどのフランス近代音楽を指揮した。
プラッソンは、フランス音楽の伝統の擁護者を自負しており、近代フランス音楽のさまざまな、そしてしばしば珍しいレパートリーを意欲的に録音してきた。1970年代よりEMIにおいて、サン＝サーンス秘曲集、ビゼーの交響曲集、ドリーブの歌劇≪ラクメ≫、ガブリエル・フォーレの管弦楽曲全集、フランクならびにショーソンの交響曲と交響詩、デュパルクとシルヴィオ・ラザーリの交響詩、ドビュッシーの主要な管弦楽曲、マニャールの交響曲全集などを録音した。また、1990年代前半には、ドイツ・グラモフォンよりミヨーの交響曲や、オネゲルの管弦楽曲集も相次いで録音した。いずれも演奏はトゥールーズ・カピトール国立管弦楽団による。
さらにドレスデン・フィルハーモニー管弦楽団とは、ドイツ・シャルプラッテンより、リストの交響詩集やボロディンの交響曲を録音して、高い評価を勝ち得た。
息子エマニュエルはイギリスやオーストリア、アメリカ合衆国にヴァイオリンと指揮を学んだ音楽家で、現在はもっぱら指揮者として国内外で幅広く活躍している。1997年にメトロポリタン歌劇場ほかでアメリカ・デビューを果たしたのを振り出しに、オペラ指揮者として活躍しており、とりわけニュージーランドと豪州で人気が高い。2000年にはEMIより最初の録音を制作した。